# Pennella grassei
Pennella grassei är en svampart som beskrevs av Tuzet & Manier ex Manier 1968. Pennella grassei ingår i släktet Pennella och familjen Legeriomycetaceae.   Inga underarter finns listade i Catalogue of Life.